# Erebia gabrieli
Erebia gabrieli är en fjärilsart som beskrevs av Dos Passos 1949. Erebia gabrieli ingår i släktet Erebia och familjen praktfjärilar. Inga underarter finns listade i Catalogue of Life.